# Хасандаг
Гора́ Хаса́н (тур. Hasan Dağı) — потухший стратовулкан в иле Аксарай в Турции.

## Геология
Высота горы 3253 метра, она занимает второе место среди высочайших вершин центральной Анатолии.
Имеет кальдеру шириной 4—5 км, которая возникла 7500 лет до нашей эры. Последнее извержение произошло примерно 6200 лет до нашей эры. Двуглавый стратовулкан пережил четыре эпизода обрушения кальдеры. Современное образование возникло в последней кальдере. Купола из лавы образовали две главные вершины, западная вершина более высокая и имеет два кратера. Хасан окружают более 25 лавовых потёков и конусов пепла.

## Чатал-Хююк
Извержение Хасана зафиксировано в наскальных рисунках эпохи неолита. Жители крупнейшего города неолитического мира, Чатал-Хююка, собирали в районе горы обсидиан и меняли его на украшения в соседних поселениях. Были найдены зеркала из обсидиана. Значение горы Хасан для жителей Чаталхююка показывают наскальные рисунки, на некоторых из которых гора возвышается над жилищами жителей посёлка.

## Туризм
Подъём на гору занимает примерно 6 часов. С вершины открывается вид на Анатолийское плоскогорье, включая отдалённую Каппадокию.